# مجزرة نابلس 2023
وقعت مجزرة نابلس في 22 فبراير 2023 عندما توغل جيش الاحتلال الإسرائيلي في مدينة نابلس، أسفرت المجزرة عن مقتل 11 شخصًا بينهم 3 من المُسنين وإصابة 102 بجروح بينهم 6 إصاباتهم خطيرة، وبذلك وصل عدد القتلى الفلسطينيين إلى 63 منذ بداية العام.

## الأحداث
ذُكر أن قوات جيش الاحتلال الإسرائيلية اقتحمت نابلس وحاصرت منزلا كان فيه ناشطان فلسطينيان مطلوبان. واندلعت اشتباكات قرابة الساعة العاشرة صباحًا، وقُتل 11 فلسطينيا وأصيب 102 آخرون خلال الاقتحام. أصيب 82 من المصابين بالرصاص الحي من نيران إسرائيلية، وُصفت حالة ستة منهم بأنها حالة حرجة.
قالت وزارة الصحة الفلسطينية إن من بين القتلى رجلاً يبلغ من العمر 72 عامًا وأن العشرات يعالجون من إصابات بالرصاص بعضها حرجة. وذُكر أن اثنين من القتلى تعرضا لعملية الاعتقال وقُتلا إثر هدم القوات الإسرائيلية للمبنى الذي كانا فيه بعد قصفه بالصواريخ. وقالت وزارة الصحة أيضا إن صحفيين أصيبا بجروح طفيفة بنيران حية، وتعرضت الطواقم الطبية للإصابة مما أعاق عملها. ذُكر أن المطلوبين هما حسام سليم (24 عاما) ومحمد الجنيدي (23 عاما).

## ردود الفعل
انضمت إدارة بايدن إلى عدد متزايد من الحكومات التي تدين ما يُسميه جيش الاحتلال الإسرائيلي بأنه عملية لمكافحة الإرهاب، ودعت السلطة الفلسطينية مرة أخرى مجلس الأمن التابع للأمم المتحدة إلى التحرك.
وفي أول رد فعل فلسطيني أُطلقت مجموعة من الصورايخ من قطاع غزة باتجاه المستوطنات المحاذية للقطاع، وذُكر أنه جرى اعتراضها.
في 26 فبراير  2023,  وبعد أربعة أيام من المجزرة تم تنفيذ هجوم في الشارع الرئيسي في بلدة حوارة. وأسفر َعن مقتل مستوطنيْن.